# Staffan Appelros
Lars Olof Staffan Appelros, född 16 december 1950 i Olofströms kyrkobokföringsdistrikt, Blekinge län, är en svensk politiker (sverigedemokrat, tidigare folkpartist, moderat och SPI Välfärden). Han var riksdagsledamot (statsrådsersättare) för Moderaterna 2007–2010 för Malmö kommuns valkrets.

## Biografi
Appelros inledde sitt politiska arbete inom Folkpartiet i Malmö kommun och var ordförande i invandrarnämnden 1993–1994. Han har även varit vice ordförande i stadsbyggnadsnämnden och satt även i stadsdelsnämnden på Rosengård. Han har också haft styrelseuppdrag i bland annat Malmö Lokaltrafik, Malmö kommunala bostadsbolag, Sturupsaxelns Exploateringsbolag, Flygrådet och Sysav.
Efter ett internt bråk inom Folkpartiet i Malmö 1999 övergick Appelros till Moderaterna. Fram t.o.m. 2006 var han ledamot i kommunfullmäktige i Malmö och han är fortsatt aktiv inom politiken in Region Skåne som ledamot i regionfullmäktige. Under mandatperioden 2002–2006 var han dessutom gruppledare i Region Skånes miljö- och naturvårdsnämnd. I februari 2014 lämnade han Moderaterna, men stannade kvar i regionfullmäktige som politisk vilde. I valet 2014 kandiderade han för SPI Välfärden i valen till riksdagen, Region Skåne och kommunfullmäktige, men har därefter bytt parti ännu en gång genom att ansluta sig till Sverigedemokraterna.

### Riksdagsledamot
Appelros var riksdagsledamot (statsrådsersättare) för Moderaterna 2007–2010 för Malmö kommuns valkrets. I riksdagen var han suppleant i miljö- och jordbruksutskottet. Han drev frågor som rör miljö, energiförsörjning, energimarknad, livsmedel, avfallshantering och GMO (genmodifierade organismer).
Många av Appelros motioner och uttalanden har ett tydligt konsument- och medborgarperspektiv. Under 2007 förde han bland annat upp frågan om sötningsmedlet sukralos miljö- och hälsoeffekter (svt Opinion 4 juli 2007). Hösten 2008 blev han en av de två första i Sverige att kräva förhandling med sin fjärrvärmeleverantör med stöd av den nya lag som kommit till för att öka konsumentinflytandet på fjärrvärmemarknaden (Sydsvenska Dagbladet 20 oktober 2008). Hans senaste inlägg i den allmänna debatten har rört vindkraften, där han uttalat en oro för en ökad beskattning av småskalig vindkraft (Sydsvenska Dagbladet 27 januari 2009).